# 格林达维克陨击坑
格林达维克陨击坑（Grindavik）是火星欧克西亚沼区的一座撞击坑，中心坐标位于北纬25.39度、西经39.07度处，直径约12公里（7.5英里），其名称取自冰岛小镇格林达维克，2006年被国际天文联合会正式批准接受。
撞击坑通常有一圈边缘，周围覆盖着喷射物，相比之下，火山坑则一般没有边缘或喷射沉积物。大的陨石坑（直径大于10公里或6.2英里）里面常会有一座中央峰，这种中央峰是因撞击后坑底反弹所形成。

## 另请查看
- 火星撞击坑